# Fußball-Weltmeisterschaft 1986/Gruppe C
| Pl. | Land        | Sp. | S | U | N | Tore    | Diff. | Punkte |
| --- | ----------- | --- | - | - | - | ------- | ----- | ------ |
| 1.  | Sowjetunion | 3   | 2 | 1 | 0 | 009:100 | +8    | 05:10  |
| 2.  | Frankreich  | 3   | 2 | 1 | 0 | 005:100 | +4    | 05:10  |
| 3.  | Ungarn      | 3   | 1 | 0 | 2 | 002:900 | −7    | 02:40  |
| 4.  | Kanada      | 3   | 0 | 0 | 3 | 000:500 | −5    | 0:60   |

Gruppe C der Fußball-Weltmeisterschaft 1986:

## Frankreich – Kanada 1:0 (0:0)
| Frankreich                                                    | Frankreich | Kanada | Kanada |
| ------------------------------------------------------------- | --- | --- | ------ |
| Frankreich                                                    | \| 1. Spieltag \| \| Sonntag, 1. Juni 1986 um 16:00 Uhr in León (Estadio Nou Camp) \| \| Zuschauer: 65.500 \| \| Schiedsrichter: Hernán Silva ( Chile) \| \| Spielbericht \|                                                        | \| 1. Spieltag \| \| Sonntag, 1. Juni 1986 um 16:00 Uhr in León (Estadio Nou Camp) \| \| Zuschauer: 65.500 \| \| Schiedsrichter: Hernán Silva ( Chile) \| \| Spielbericht \|                                                         | Kanada |
| Frankreich                                                    | Joël Bats – Manuel Amoros, Patrick Battiston, Maxime Bossis, Thierry Tusseau – Alain Giresse, Jean Tigana, Michel Platini , Luis Fernández – Jean-Pierre Papin, Dominique Rocheteau (70. Yannick Stopyra) Cheftrainer: Henri Michel | Paul Dolan – Bob Lenarduzzi, Ian Bridge, Randy Samuel, Bruce Wilson – David Norman, Paul James (81. Branko Segota), Randy Ragan, Mike Sweeney (54. Jamie Lowery) – Igor Vrablić, Carl Valentine Cheftrainer: Tony Waiters ( England) | Kanada |
| Frankreich                                                    | 1:0 Papin (79.) | | Kanada |
| Frankreich                                                    | Das 1:0 war das 1.200. WM-Tor | | Kanada |
| 1. Spieltag                                                   | | |        |
| Sonntag, 1. Juni 1986 um 16:00 Uhr in León (Estadio Nou Camp) | | |        |
| Zuschauer: 65.500                                             | | |        |
| Schiedsrichter: Hernán Silva ( Chile)                         | | |        |
| Spielbericht                                                  | | |        |

## Sowjetunion – Ungarn 6:0 (3:0)
| Sowjetunion                                                                | Sowjetunion | Ungarn | Ungarn |
| -------------------------------------------------------------------------- | --- | --- | ------ |
| Sowjetunion                                                                | \| 1. Spieltag \| \| Montag, 2. Juni 1986 um 12:00 Uhr in Irapuato (Estadio Sergio León Chávez) \| \| Zuschauer: 16.500 \| \| Schiedsrichter: Luigi Agnolin ( Italien) \| \| Spielbericht \|                                                                                      | \| 1. Spieltag \| \| Montag, 2. Juni 1986 um 12:00 Uhr in Irapuato (Estadio Sergio León Chávez) \| \| Zuschauer: 16.500 \| \| Schiedsrichter: Luigi Agnolin ( Italien) \| \| Spielbericht \|                                      | Ungarn |
| Sowjetunion                                                                | Rinat Dassajew – Wolodymyr Bessonow – Nikolai Larionow, Oleh Kusnezow, Anatolij Demjanenko – Pawlo Jakowenko (72. Wadym Jewtuschenko), Iwan Jaremtschuk, Oleksandr Sawarow, Sjarhej Alejnikau, Wassili Raz – Ihor Bjelanow (69. Sergei Rodionow) Cheftrainer: Walerij Lobanowskyj | Péter Disztl – Antal Róth (13. Győző Burcsa) – Sándor Sallai, Imre Garaba, Zoltán Péter (62. László Dajka) – Antal Nagy , József Kardos, Lajos Détári, György Bognár – József Kiprich, Márton Esterházy Cheftrainer: György Mezey | Ungarn |
| Sowjetunion                                                                | 1:0 Jakowenko (2.) 2:0 Alejnikau (4.) 3:0 Bjelanow (24., Foulelfmeter) 4:0 Jaremtschuk (66.) 5:0 Dajka (73., Eigentor) 6:0 Rodionow (80.) | | Ungarn |
| Sowjetunion                                                                | Jewtuschenko verschießt Foulelfmeter (77.) | | Ungarn |
| 1. Spieltag                                                                | | |        |
| Montag, 2. Juni 1986 um 12:00 Uhr in Irapuato (Estadio Sergio León Chávez) | | |        |
| Zuschauer: 16.500                                                          | | |        |
| Schiedsrichter: Luigi Agnolin ( Italien)                                   | | |        |
| Spielbericht                                                               | | |        |

## Frankreich – Sowjetunion 1:1 (0:0)
| Frankreich                                                       | Frankreich | Sowjetunion | Sowjetunion |
| ---------------------------------------------------------------- | --- | --- | ----------- |
| Frankreich                                                       | \| 2. Spieltag \| \| Donnerstag, 5. Juni 1986 um 12:00 Uhr in León (Estadio Nou Camp) \| \| Zuschauer: 36.540 \| \| Schiedsrichter: Romualdo Arppi Filho ( Brasilien) \| \| Spielbericht \|                                                            | \| 2. Spieltag \| \| Donnerstag, 5. Juni 1986 um 12:00 Uhr in León (Estadio Nou Camp) \| \| Zuschauer: 36.540 \| \| Schiedsrichter: Romualdo Arppi Filho ( Brasilien) \| \| Spielbericht \|                                                                                 | Sowjetunion |
| Frankreich                                                       | Joël Bats – William Ayache, Patrick Battiston, Maxime Bossis, Manuel Amoros – Alain Giresse (83. Philippe Vercruysse), Jean Tigana, Michel Platini , Luis Fernández – Jean-Pierre Papin (76. Bruno Bellone), Yannick Stopyra Cheftrainer: Henri Michel | Rinat Dassajew – Wolodymyr Bessonow – Nikolai Larionow, Oleh Kusnezow, Anatolij Demjanenko – Pawlo Jakowenko (68. Sergei Rodionow), Iwan Jaremtschuk, Oleksandr Sawarow (58. Oleh Blochin), Sjarhej Alejnikau, Wassili Raz – Ihor Bjelanow Cheftrainer: Walerij Lobanowskyj | Sowjetunion |
| Frankreich                                                       | 1:1 Fernández (62.) | 0:1 Raz (53.) | Sowjetunion |
| Frankreich                                                       | Fernández (40.), Amoros (43.) | Raz (30.), Bjelanow (33.) | Sowjetunion |
| 2. Spieltag                                                      | | |             |
| Donnerstag, 5. Juni 1986 um 12:00 Uhr in León (Estadio Nou Camp) | | |             |
| Zuschauer: 36.540                                                | | |             |
| Schiedsrichter: Romualdo Arppi Filho ( Brasilien)                | | |             |
| Spielbericht                                                     | | |             |

## Kanada – Ungarn 0:2 (0:1)
| Kanada                                                                      | Kanada | Ungarn | Ungarn |
| --------------------------------------------------------------------------- | --- | --- | ------ |
| Kanada                                                                      | \| 2. Spieltag \| \| Freitag, 6. Juni 1986 um 12:00 Uhr in Irapuato (Estadio Sergio León Chávez) \| \| Zuschauer: 13.800 \| \| Schiedsrichter: Jamal al-Sharif ( Syrien) \| \| Spielbericht \|                                        | \| 2. Spieltag \| \| Freitag, 6. Juni 1986 um 12:00 Uhr in Irapuato (Estadio Sergio León Chávez) \| \| Zuschauer: 13.800 \| \| Schiedsrichter: Jamal al-Sharif ( Syrien) \| \| Spielbericht \|                                      | Ungarn |
| Kanada                                                                      | Tino Lettieri – Bob Lenarduzzi, Ian Bridge, Randy Samuel, Bruce Wilson (41. Mike Sweeney) – Paul James (53. Branko Segota), Randy Ragan, Gerry Gray, David Norman – Igor Vrablić, Carl Valentine Cheftrainer: Tony Waiters ( England) | József Szendrei – József Kardos – Sándor Sallai, Imre Garaba, József Varga – Antal Nagy (62. László Dajka), Győző Burcsa (28. Antal Róth), Lajos Détári, György Bognár – József Kiprich, Márton Esterházy Cheftrainer: György Mezey | Ungarn |
| Kanada                                                                      | 0:1 Esterházy (2.) 0:2 Détári (75.) | | Ungarn |
| Kanada                                                                      | Sweeney (52.), Lenarduzzi (83.) | | Ungarn |
| Kanada                                                                      | Sweeney (85.) | | Ungarn |
| 2. Spieltag                                                                 | | |        |
| Freitag, 6. Juni 1986 um 12:00 Uhr in Irapuato (Estadio Sergio León Chávez) | | |        |
| Zuschauer: 13.800                                                           | | |        |
| Schiedsrichter: Jamal al-Sharif ( Syrien)                                   | | |        |
| Spielbericht                                                                | | |        |

## Frankreich – Ungarn 3:0 (1:0)
| Frankreich                                                   | Frankreich | Ungarn | Ungarn |
| ------------------------------------------------------------ | --- | --- | ------ |
| Frankreich                                                   | \| 3. Spieltag \| \| Montag, 9. Juni 1986 um 12.00 Uhr in León (Estadio Nou Camp) \| \| Zuschauer: 31.420 \| \| Schiedsrichter: Carlos Silva Valente ( Portugal) \| \| Spielbericht \|                                                                     | \| 3. Spieltag \| \| Montag, 9. Juni 1986 um 12.00 Uhr in León (Estadio Nou Camp) \| \| Zuschauer: 31.420 \| \| Schiedsrichter: Carlos Silva Valente ( Portugal) \| \| Spielbericht \|                                            | Ungarn |
| Frankreich                                                   | Joël Bats – William Ayache, Patrick Battiston, Maxime Bossis, Manuel Amoros – Alain Giresse, Jean Tigana, Michel Platini , Luis Fernández – Jean-Pierre Papin (61. Dominique Rocheteau), Yannick Stopyra (71. Jean-Marc Ferreri) Cheftrainer: Henri Michel | Péter Disztl – Antal Róth – Sándor Sallai, Imre Garaba , József Varga – Péter Hannich (46. Antal Nagy), József Kardos, Lajos Détári, Kálmán Kovács (65. György Bognár) – László Dajka, Márton Esterházy Cheftrainer: György Mezey | Ungarn |
| Frankreich                                                   | 1:0 Stopyra (29.) 2:0 Tigana (62.) 3:0 Rocheteau (84.) | | Ungarn |
| Frankreich                                                   | Ayache (41.), Rocheteau (69.) | | Ungarn |
| 3. Spieltag                                                  | | |        |
| Montag, 9. Juni 1986 um 12.00 Uhr in León (Estadio Nou Camp) | | |        |
| Zuschauer: 31.420                                            | | |        |
| Schiedsrichter: Carlos Silva Valente ( Portugal)             | | |        |
| Spielbericht                                                 | | |        |

## Kanada – Sowjetunion 0:2 (0:0)
| Kanada                                                                     | Kanada | Sowjetunion | Sowjetunion |
| -------------------------------------------------------------------------- | --- | --- | ----------- |
| Kanada                                                                     | \| 3. Spieltag \| \| Montag, 9. Juni 1986 um 12:00 Uhr in Irapuato (Estadio Sergio León Chávez) \| \| Zuschauer: 14.200 \| \| Schiedsrichter: Idrissa Traoré ( Mali) \| \| Spielbericht \|                                             | \| 3. Spieltag \| \| Montag, 9. Juni 1986 um 12:00 Uhr in Irapuato (Estadio Sergio León Chávez) \| \| Zuschauer: 14.200 \| \| Schiedsrichter: Idrissa Traoré ( Mali) \| \| Spielbericht \|                                                                                   | Sowjetunion |
| Kanada                                                                     | Tino Lettieri – Bob Lenarduzzi, Ian Bridge, Randy Samuel, Bruce Wilson – Gerry Gray (69. George Pakos), Randy Ragan, Paul James (64. Branko Segota), David Norman – Carl Valentine, Dale Mitchell Cheftrainer: Tony Waiters ( England) | Wiktor Tschanow – Oleh Kusnezow – Gennadi Morosow, Alexander Bubnow – Andrij Bal, Hennadij Lytowtschenko, Sergei Rodionow, Sjarhej Alejnikau, Wadym Jewtuschenko – Oleh Protassow (57. Ihor Bjelanow), Oleh Blochin (62. Oleksandr Sawarow) Cheftrainer: Walerij Lobanowskyj | Sowjetunion |
| Kanada                                                                     | 0:1 Blochin (58.) 0:2 Sawarow (74.) | | Sowjetunion |
| 3. Spieltag                                                                | | |             |
| Montag, 9. Juni 1986 um 12:00 Uhr in Irapuato (Estadio Sergio León Chávez) | | |             |
| Zuschauer: 14.200                                                          | | |             |
| Schiedsrichter: Idrissa Traoré ( Mali)                                     | | |             |
| Spielbericht                                                               | | |             |